# Agrotis aulacias
Agrotis aulacias là một loài bướm đêm thuộc họ Noctuidae. Nó là loài đặc hữu của Maui.